# 2 Палас
2 Палас је један од највећих астероида лоцираних у главном астероидном појасу. Открио га је Хајнрих Вилхелм Матеус Олберс 28. марта 1802. године.
Пречник астероида је приближно 550 km а средња удаљеност од Сунца је 2,7 астрономских јединица (АЈ). Перихел орбите је на 2,13 АЈ а афел на 3,41 АЈ, са нагнутошћу (инклинацијом) орбите од 34,8 степени према равни еклиптике.